# عصام الشنطي
عصام محمد درويش الشنطي (وُلد في 18 ديسمبر 1929 في قلقيلية بفلسطين – توفي في 1 ديسمبر 2012 في الإسماعيلية بمصر) مؤرخ فلسطيني وأحد خبراء تحقيق المخطوطات، يعد أحد أعلام التراث العربي، وكان مديرًا لمعهد المخطوطات العربية في جامعة الدول العربية عام 1989. يُلقب بـ "شيخ مفهرسي المخطوطات العربية" و"شيخ المفهرسين العرب".

## نشأته وتحصيله العلمي
وُلد عصام محمد درويش الشنطي بتاريخ 18 ديسمبر 1929 في بلده قلقيلية في قضاء طولكرم آنذاك. أنهى تعليمه الأساسي في مدارس بلدته قلقيلية عام 1944، ثم واصل تعليمه الثانوي في معهد خضوري بمدينة طولكرم حيث أنهى الثانوية بالمعهد عام 1948.
التحق عام 1948 بكلية الآداب بجامعة القاهرة في قسم اللغة العربية حيث حصل على درجة البكالوريوس في الآداب عام 1953، وحصل عام 1967 على درجة دبلوم الدراسات العليا من معهد البحوث والدراسات العربيَّة في القاهرة.

## حياته العملية
عمل عام 1954 في وزارة الشؤون الاجتماعيَّة الأردنية في القدس، ثم عمل عام 1957 معلمًا لعدة سنوات في معهد المعلمين العالي في طرابلس الليبية.
عمل منذ عام 1967 في معهد المخطوطات العربية التابع للمنظمة العربية للتربية والثقافة والعلوم في جامعة الدول العربية في كل من القاهرة وتونس والكويت، وأصبح عام 1989 مديرًا للمعهد، ثم تقاعد في ذات العام ليعمل بعدها خبيرًا وعضوًا في مجلس المعهد الاستشاري حتى وفاته عام 2012.

## مؤلفاته
له حوالي مئة من المؤلفات والأعمال التاريخية والتراثية والأدبية، منها:
- "إنقاذ مخطوطات فلسطين في التراث العربي"، عام 2002.
- "تراث العرب السياسي في المشْرق: قِمم وتحولات في تراث العرب السياسي"، عام 2002.
- "المواقع الحرجة للتراث العربي المخطوط في العالَم"، عام 2002.
- "جهود مبَكِّرة في التَّعْريف بمخطوطات فِلَسْطين"، عام 2001.
- "جُهُود المؤسسات العربية في خدمة التراث العلمي العربي"، عام 2000.
- "أول المخطوطة وآخرها في فن فهرسة المخطوطات: مدخل وقضايا"، عام 1999.
- "تجربة معْهد المخطوطات العربية في الفهْرسة"، عام 1998.
- "المخطوطات العربية: أماكنها، الاشتغال بها، فهرستها وتصنيفها ومشكلاتها"، عام 1990.
- "المخطوطات العربية المصوَّرة من صنعاء"، عام 1988.
- "أُسُس تحقيق التُّراث العربي ومناهجه"، عام 1980.
- "المخطوطات العربية في الهند"، عام 1985.
- "المخطوطات العربية في يوغسلافيا"، عام 1985.
- "الجمالية والواقعية في نقْدنا الأدبي الحديث"، عام 1979.
- "خليل السكاكيني اللغوي"، عام 1967.

## تكريمه
في 4 أبريل 2013 كُرِمَ اسم عصام الشنطي من قبل معهد المخطوطات العربية في جامعة الدول العربية، كما مُنِحَ اسمه لقب "شخصية العام التراثية" لعام 2013 من قبل معهد المخطوطات العربية والمنظمة العربية للتربية والثقافة والعلوم.

## وفاته
تُوفي عصام الشنطي بتاريخ 1 ديسمبر 2012 في مدينة الإسماعيلية في مصر، ودفن فيها.

## وصلات خارجية
- عصام الشنطي على موقع أرشيف الشارخ